# Vierge à l'Enfant de Pleumeur-Gautier
La Vierge à l'Enfant de l'église Saint-Pierre à Pleumeur-Gautier, une commune du département des Côtes-d'Armor dans la région Bretagne en France, est une sculpture créée au XVIIe siècle. La Vierge à l'Enfant en bois polychrome est inscrite monument historique au titre d'objet le 22 mars 1974. 